# Service national de la Sécurité (Ouzbékistan)
Pour les articles homonymes, voir Service national de la Sécurité.
Le Service national de la Sécurité (ouzbek : Milliy Xavfsizlik Xizmati, MXX ; russe : Служба национальной безопасности, СНБ Sloudjba Natchionalnoï Bezopasnosti SNB) est le service de renseignement de l'Ouzbékistan. Il a été créé comme successeur au KGB à la suite de la chute de l'Union soviétique et garde les mêmes responsabilités et une structure semblable dont une police paramilitaire et des forces spéciales. Le MXX est un rival du ministère des Affaires intérieures jusqu'en 2005, alors qu'il est mis sous son contrôle.
Amnesty International et Institute for War and Peace Reporting décrit le MXX comme une police secrète,.

## Direction
Rustam Inoyatov a mené le MXX de 1995 à 2018. De 2018 à 2019, l'agence est dirigé par Ixtiyor Abdullayev. Depuis 2019, Abdusalom Azizov est à la tête de l'agence.
En 2005, l'adjoint du MXX est nommé ministre des Affaires intérieures. À la suite du massacre d'Andijan, les agences de sécurité sont réorganisées et le MXX reçoit plus de pouvoir,.
Certains analystes argumentent que le MXX est sous contrôle du clan de Tachkent, une faction de l'élite ouzbeke,.

## Activités
Le MXX est étroitement associé à l'administration du président Islam Karimov et a été accusé d'infractions des droits de l'homme et d'avoir encouragé des actes terroristes dans le but de justifier la répression politique. Radio Free Europe a publié que les attentats de Tachkent de 1999 ont été commis par le MXX. Des accusations similaires ont été faites en ce qui concerne des attentats de 2004 à Tachkent et Boukhara.
Certains disent que la peur du MXX est si grande en Ouzbékistan qu'il est considéré dangereux d'en dire le nom en public.

### Torture
Le Country Reports on Human Rights Practices sur l'Ouzbékistan du département d'État des États-Unis clame que les agents du MXX «torturent, battent et harcèlent [les civils]».

### Massacre d'Andijan
Le 15 mai 2005, les troupes du MXX, des militaires et les forces du ministère des Affaires intérieures tuent plusieurs manifestants à Andijan, événement qui est connu comme le massacre d'Andijan,. Le nombre de victimes est estimé entre 187 et 1000 morts,,,.

### Censure d'internet
OpenNet Initiative rapporte que le MXX fait de la censure d'internet extensive.

## Organisation
Le MXX est connu pour avoir les Spetsnaz « Alpha », « Cobra » et « Scorpion » sous commande directe. Les services frontaliers et les douanes de l'Ouzbékistan sont sous-jacents du MXX depuis qu'ils ont été mis sous leur contrôle en 2005.